# Future Breed Machine/Roswell 47
Future Breed Machine/Roswell 47 è uno split tra i due gruppi di metal estremo svedesi Meshuggah e Hypocrisy, pubblicato nel 1996 dalla Nuclear Blast.
Fu pubblicato in edizione limitata a 1 000 copie in vinile nero.

## Tracce
1. Future Breed Machine (Meshuggah) - 5:48
2. Roswell 47 (Hypocrisy) - 3:56